# Los Tiempos
Los Tiempos est un journal bolivien fondée le 16 septembre 1943 avec siège dans la ville de Cochabamba. C'est l'un des principaux journaux du pays.